# 거평그룹
거평그룹(居平그룹, Keopyung Group)은 1979년 나승렬이 설립한 대한민국의 기업이다. 1997년 IMF 사태 이후 해체되었다.

## 설립 초기
1979년, 창업주 나승렬이 금성주택을 설립하여 부동산 투자를 한 것으로 시작하였다. 1980년대 초, 서울특별시 광진구 광장동의 동양화학 부지의 매매차익 대금을 사용, 금성주택의 상호를 거평건설로 바꾸고 본격적인 사업에 뛰어들었다.

## 성장기
1980년대 주택 수요 변화를 예측한 나승렬은 1988년 서울특별시 서초구 서초동에 센츄리 오피스텔을 분양하였는데, 이 오피스텔이 성공하면서 거평건설은 사세를 확장하였다. 이 시기에 나승렬은 자신의 조카 나선주를 기획조정실장으로 영입하여 도약의 기초를 마련하였다.
1990년 3월 거평건설은 경기도 이천시 부발읍에 300세대의 아파트를 분양하고 1991년 3월에는 서울특별시 서대문구 연희동 빌라와 11층 규모의 강남구 역삼동 빌라를 분양하였다.
이와 같이 건설업과 부동산 사업으로 큰 돈을 벌게 된 나승렬은 1991년 거평식품과 대동화학을 인수함으로써 산하에 6개의 계열사를 가진 미니 그룹으로 발전하였고 1997년 기획이사에 삼성 출신의 이용수를 등용하고 방송인 출신 양경숙을 홍보 자회사 IMS의 대표이사로 발탁하였다. 이에 거평프레야, 낙산콘도 등에 대한 홍보 활동을 통하여 회사 이미지 관리에 역점을 두고 '분양 100%'라는 실리를 취하며 30대 그룹으로 급성장하였다.
원래 대동화학은 부채가 많고 법정관리 중이어서 다른 대기업들이 눈여겨 보지 않았으나, 나승렬은 대동화학의 광진구 구의동 공장부지 등 부동산 가치를 보고 32억 원이라는 싼 값에 인수하여 신발 제조업에서 건자재 제조업과 무역업으로 전환시켜 경영 정상화를 이룬 뒤 자산 재평가를 실시하여 그 적립금으로 1994년 대한중석 인수자금으로 쓰였다.

### 대한중석 인수과정
1992년, 동대문 인근 덕수중학교와 덕수고등학교 부지를 인수하여 국내 최대 패션타운인 거평프레야를 지어 세간에 화제가 되기도 하였으며, 1994년에는 공기업 민영화 1호인 대한중석을 인수하였다. 대한중석은 공기업 민영화 정책으로 한국산업은행이 공개경매를 시작하였으나 2번씩이나 유찰, 새 주인이 나타나지 않았다.
나승렬 회장은 대한중석의 경영자료와 보유주식과 자산등을 평가한 결과 명동의 금싸라기 땅과 1백만주의 포항제철 주식, 500만 평의 상동광산과 15만 평의 대구 공장부지 등 엄청난 자산, 주식 그리고 괜찮은 경영 성과를 보이고 있는 숨은 진주임을 알고, 즉각 고향선배이자 대한중석 임원을 지낸 염동일을 영입, 인수를 추진하였다. 공개 경매에서 대성연탄과 인수전을 벌였으나 나회장은 예정가보다 100억 원이나 많은 661억 원을 써내는 기지를 발휘하였다.
지속적인 M&A로 동년에는 라이프유통을 인수, 거평유통으로 개칭하고 한국 양곡유통을 인수, 거평양곡유통으로 개칭하였다.

### 무리한 인수합병
1995년에는 한국시그네틱스를 인수하여 거평시그네틱스(현 시그네틱스)로 개칭하였으며 같은해 10월에는 포항제철 계열사인 포스코켐과 정우석탄화학  인수, 1996년 강남상호신용금고와 새한종합금융, 1997년 1월에는 태평양패션(현 한빛패션)을 인수하였는데  이들 중 포스코켐은 1997년 7월 거평제철화학으로, 정우석유화학은 1996년 3월 거평화학, 태평양패션은 1997년 4월 거평패션으로  상호변경됐다.
그리고 IMF 외환위기 하에서 한남투자증권을 무리하여 인수하였는데, 이는 결국 그룹의 부도를 불러오는 계기가 된다. 포스코켐은 인수 업체가 사실상 애경유지로 확정되었으나, 애경유지와 포스코켐의 생산 품목이 겹쳐 공정거래법상 인수 자격에 문제가 생겨 공정거래위원회로부터 재경매를 명령받아 인수전은 거평과 영풍 두 업체로 압축되었다. 하지만 거평은 영풍을 따돌리고 포스코켐을 낙찰받았다.
또한 1992년부터 계획한 동대문 거평프레야 도매 타운이 준공되어 100% 분양에 성공, 1000억 원의 이익을 올렸다. 1997년에는 법정관리 중이던 삼미화인세라믹스를 인수, 대한중석과의 합병을 추진하였다. 이렇게 매년 3 ~ 5개 회사를 인수한 거평그룹은 재계 30위 안으로 진입하였다.

## 부도
그러나 IMF 외환위기하에서 거평그룹은 다른 여타 재벌그룹들과 다르지 않았는데 급속한 성장으로 생존 기반을 마련하지 못한 거평그룹은 고금리와 금융기관의 신규대출 축소, 자금회수 등으로 압박을 받아오고 있었다.
1996년 1조 5000억 원의 매출을 올렸으나 이익은 200억 원에 그쳤고, 1997년에는 경기부진과 위축에도 2조원의 매출을 올렸지만 이익은 200억 원 이하로 떨어졌다. 그리하여 위기에 처한 거평그룹은 자발적인 구조조정 안으로 생존하고자 하였다.
1998년 5월 12일, 거평그룹은 기자회견을 열고 산하 19개 계열사 중 4개사(거평시그네틱스, 거평제철화학, 거평화학, 한남투자증권)만 남기고 나머지 15개 계열사는 부도 처리한다는 방침을 발표하였다. 그리하여 스스로 그룹해체를 선언한 거평그룹은 창업 약 20년 만에 역사 속으로 사라지고 말았다.

## 부도 이후
살아남은 거평그룹 계열사 중의 하나인 거평시그네틱스는 한국시그네틱스로 다시 상호변경되었고, 2000년 (주)영풍에 다시 인수되었다.
2000년 11월 2억불 수출탑을 수상하였으나 재무구조가 악화되고 자금난이 심하여 2003년 1월 화의를 신청, 2월 10일에 화의가 개시결정을 받았다. 거평제철화학은 채무 2300억원을 졌고, 거평화학은 1200억원의 채무를 졌으나 두 기업 모두 1999년 3월 말 한아름종합금융에 인수되어 제철화학(거평제철화학) 제철유화(거평화학)으로 각각 상호변경됐으며 다음 해 3월 말   동양화학에 인수되었고   제철화학은 2001년 5월 동양화학에 흡수합병되어 동양제철화학으로 상호변경했으며 그 해 12월 제철유화를 흡수합병했고 2009년 4월 OCI로 상호를 변경하여 경영 정상화가 이루어졌다.
한남투자증권은 1999년 9월 30일, 현대그룹 계열의 국민투자증권(현 한화투자증권)으로 인수되었다.